# Turespana Open De Canaria
- Este artigo fala sobre o extinto torneio do European Tour, que decorreu entre os anos de 1989 e 1995. Para o também extinto torneio do European Tour, que foi chamado de Turespana Masters Open de Canarias em 1997, veja Turespaña Masters.

O Turespana Open De Canaria foi um torneio masculino de golfe, que integrava o calendário anual do PGA European Tour entre 1989 e 1995. Decorreu nas Ilhas Canárias, da Espanha, geralmente em Tenerife. Turespana é o órgão nacional de turismo da Espanha e patrocinou vários torneios de golfe nas décadas de 1980 e 90 para promover o papel da Espanha como principal destino turístico de golfe da Europa pela qualidade do clima e território. Ao longo dos seis anos de realização, o torneio recebeu cinco denominações. O vencedor mais ilustre foi o espanhol José María Olazábal, que depois passou a conquistar o título do Masters de Golfe duas vezes. Em termos de libra esterlina, a premiação atingiu um pico de € 353,120 em 1993 antes baixar para £ 245,913 em 1995, segundo menor prêmio do European Tour naquele ano.

## Campeões
| Ano                               | Campeão                   | País                      | Pontuação                 | Par                       | Margem de vitória         | Vice-campeão(ões)                     |
| Turespaña Open De Canaria         | Turespaña Open De Canaria | Turespaña Open De Canaria | Turespaña Open De Canaria | Turespaña Open De Canaria | Turespaña Open De Canaria | Turespaña Open De Canaria             |
| --------------------------------- | ------------------------- | ------------------------- | ------------------------- | ------------------------- | ------------------------- | ------------------------------------- |
| 1995                              | Jarmo Sandelin            | Suécia                    | 282                       | −6                        | 1 tacada                  | Seve Ballesteros Paul Eales           |
| Turespaña Open De Tenerife        |                           |                           |                           |                           |                           |                                       |
| 1994                              | David Gilford             | Inglaterra                | 278                       | −10                       | 2 tacadas                 | Andrew Murray Juan Quirós Wayne Riley |
| Turespaña Iberia Open de Canarias |                           |                           |                           |                           |                           |                                       |
| 1993                              | Mark James                | Inglaterra                | 275                       | −13                       | 6 tacadas                 | De Wet Basson                         |
| Turespaña Open de Tenerife        |                           |                           |                           |                           |                           |                                       |
| 1992                              | José María Olazábal       | Espanha                   | 273                       | −15                       | 5 tacadas                 | Miguel Ángel Martín                   |
| Tenerife Open                     |                           |                           |                           |                           |                           |                                       |
| 1991                              | Não houve torneio         | Não houve torneio         | Não houve torneio         | Não houve torneio         | Não houve torneio         | Não houve torneio                     |
| 1990                              | Vicente Fernández         | Argentina                 | 282                       | −6                        | Playoff                   | Mark Mouland                          |
| 1989                              | José María Olazábal       | Espanha                   | 275                       | −13                       | 3 tacadas                 | José María Cañizares David Gilford    |